# Lethal Injection
Lethal Injection – piąty solowy album amerykańskiego rappera, Ice Cube'a. Promujące go single Bop Gun (One Nation), Really Doe i You Know How We Do It w Ameryce osiągnęły sukces. Krążek reprezentuje bardzo popularny w pierwszej połowie lat 90. nurt rapu, G-Funk. Album zdobył status platynowej płyty.

## Lista utworów
| Nr  | Tytuł utworu                                  | Producent                  | Długość |
| --- | --------------------------------------------- | -------------------------- | ------- |
| 1.  | „The Shot (Intro)”                            | Sir Jinx                   | 0:55    |
| 2.  | „Really Doe”                                  | Derrick Mc Dowell • Laylaw | 4:28    |
| 3.  | „Ghetto Bird”                                 | QDIII                      | 3:50    |
| 4.  | „You Know How We Do It”                       | QDIII                      | 3:52    |
| 5.  | „Cave Bitch”                                  | Brian G                    | 4:18    |
| 6.  | „Bop Gun (One Nation)” (gość. George Clinton) | Ice Cube • QDIII           | 11:07   |
| 7.  | „What Can I Do?”                              | 88 X Unit                  | 4:39    |
| 8.  | „Lil Ass Gee”                                 | Sir Jinx                   | 4:04    |
| 9.  | „Make It Ruff, Make It Smooth” (gość. K-Dee)  | QDIII                      | 4:23    |
| 10. | „Down for Whatever”                           | Madness 4 Real             | 4:40    |
| 11. | „Enemy”                                       | Madness 4 Real             | 4:50    |
| 12. | „When I Get to Heaven”                        | Brian G                    | 5:04    |
|     |                                               |                            | 56:10   |

### Reedycja z 2003 roku (utwory bonusowe)
| Nr | Tytuł utworu                                      | Producent            | Długość |
| -- | ------------------------------------------------- | -------------------- | ------- |
| 1. | „What Can I Do? (Westside remix)” (gość. Mack 10) | D'Maq • Lay Law      | 1:20    |
| 2. | „What Can I Do? (Eastside remix)”                 | Ali Shaheed Muhammad | 4:36    |
| 3. | „You Know How We Do It (remix)”                   | Ice Cube             | 4:23    |
| 4. | „Lil Ass Gee (Eerie Gumbo remix)”                 | N.O. Joe             | 5:21    |
|    |                                                   |                      | 15:40   |